# Comuna de Gubin
Gubin (em polonês/polaco: Gmina Gubin) é uma comuna) na Polônia, na voivodia da Lubúsquia e no condado de Krosno. A sede do condado é a cidade de Gubin.
De acordo com os censos de 2004, a comuna tem 7272 habitantes, com uma densidade 19,2 hab/km².

## Área
Estende-se por uma área de 379,73 km², incluindo:
- área agricola: 32%
- área florestal: 57%

## Demografia
Dados de 30 de Junho 2004:
|                      | Total   | Total | Mulheres | Mulheres | Homens  | Homens |
| -------------------- | ------- | ----- | -------- | -------- | ------- | ------ |
|                      | pessoas | %     | pessoas  | %        | pessoas | %      |
| População            | 7272    | 100   | 3625     | 49,8     | 3647    | 50,2   |
| Densidade (pop./km²) | 19,2    | 100   | 9,5      | 9,5      | 9,6     | 9,6    |

De acordo com dados de 2002, o rendimento médio per capita ascendia a 1248,83 zł.

## Subdivisões
- Bieżyce, Brzozów, Budoradz, Chęciny, Chlebowo, Chociejów, Czarnowice, Dobre, Dobrzyń, Drzeńsk Mały, Drzeńsk Wielki, Dzikowo, Gębice, Grabice, Grochów, Gubinek, Jaromirowice, Jazów, Kaniów, Komorów, Koperno, Kosarzyn, Kozów, Kujawa, Luboszyce, Łazy, Łomy, Markosice, Mielno, Nowa Wioska, Pleśno, Polanowice, Pole, Późna, Przyborowice, Sadzarzewice, Sękowice, Sieńsk, Stargard Gubiński, Starosiedle, Strzegów, Wałowice, Węgliny, Wielotów, Witaszkowo, Zawada, Żenichów, Żytowań.

## Comunas vizinhas
- Bobrowice, Brody, Cybinka, Gubin, Krosno Odrzańskie, Lubsko, Maszewo.